# 鹿野温泉病院
鹿野温泉病院（しかのおんせんびょういん）は、鳥取医療生活協同組合が鳥取県鳥取市鹿野町に設置する病院。

## 概要
人口約2万人の旧気高郡唯一の病院として、一般外来と医療療養病床の医療活動を行っている。
全日本民主医療機関連合会(民医連)に加盟している。

## 診療科
- 内科[3]
- 精神科[3]
- 外科[3]
- 脳神経外科[3]
- 眼科[3]
- 神経内科[3]

## 医療機関の認定
(この節の出典)
- 保険医療機関
- 労災保険指定医療機関
- 精神通院医療指定自立支援医療機関
- 身体障害者福祉法指定医の配置されている医療機関
- 生活保護法指定医療機関
- 結核指定医療機関
- 原子爆弾被害者一般疾病医療取扱医療機関

## 差額ベッド代について
病院の理念により、差額ベッド料（個室料）を徴収していない。

## 交通アクセス
- JR山陰本線「浜村駅」より鳥取市気高循環バス乗車「鹿野温泉病院」停留所下車

## 関連施設
- 鳥取生協病院 - 鳥取県鳥取市

## 周辺
- 鹿野町温泉公園
- 温泉館ホットピア鹿野
- 鳥取市鹿野町総合支所